# Teatro Savoia
Il Teatro Savoia è un teatro di Campobasso, facente parte di un complesso edificato negli anni 1923-25 sull'area dell'ex Teatro Margherita e di alcune case addossate alla Cattedrale della Santissima Trinità e che condivise per un periodo con l'Hotel San Giorgio (chiuso nel 1977), la Banca Popolare, i bagni diurni, diversi negozi ed alcune abitazioni private. Oggi gli unici locali ancora utilizzati sono, a parte il Teatro, alcuni negozi e delle abitazioni.

## Storia
La storia del Teatro Savoia ha avuto diverse epoche , che ne hanno visto mutare la struttura, le dimensioni e la denominazione.

### Teatro Margherita

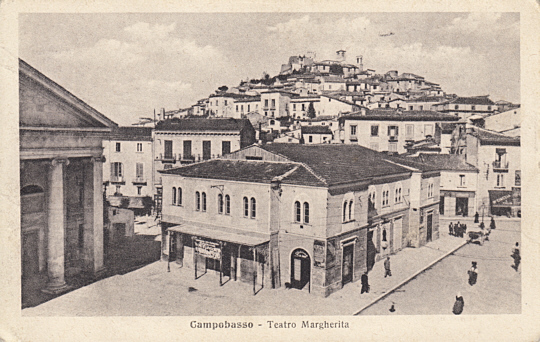
Teatro Margherita

In seguito alla distruzione a causa di un incendio del Teatro Erennio Gammieri, dedicato al compositore campobassano, fu costruito in sua sostituzione il Teatro Margherita, inaugurato il 20 novembre 1894. Fu realizzato in legno e rivestito di mattoni e stucchi, poteva contenere tra le 600 e le 700 persone, e si stima che le risorse necessarie al suo completamento ammontassero a ₤ 30.000.

### Teatro Sociale
Sull'area dove precedentemente era stato eretto il Teatro Margherita venne costruito, negli anni venti, il corpo edilizio che comprese il nuovo teatro, denominato "Teatro Sociale". La società che si occupò della costruzione fu la Società Anonima Impresa Teatro, e i lavori furono eseguiti dalla società Giovagnoni & Nicotera. All'interno della struttura furono realizzati degli affreschi da parte dell'artista Arnaldo De Lisio di Castelbottaccio, le vetrate da parte della Giovanni Vincenzo e figli di Baranello, e i lavori in ferro battuto da Giuseppe Tucci di Campobasso.
L'inaugurazione avvenne nel 1926 con la rappresentazione dell'opera lirica Tosca di Giacomo Puccini. Col cambio di proprietà, che passò a Raffaele Colitti, cambiò anche la denominazione del teatro, che assunse quella odierna di Teatro Savoia.

### Il restauro
Nel 1993 la Provincia di Campobasso acquista la proprietà del Teatro, ed inizia un graduale progetto di riqualificazione. Con un'esemplare opera di restauro, il teatro è stato restituito alla città tornando ad essere uno dei centri di aggregazione culturale più amati. I lavori si sono incentrati sull'adeguamento alle norme di sicurezza, dei servizi igienici, all'installazione di moderne strutture motorizzate in grado di rendere altamente versatile la struttura e di modificare rapidamente l'impostazione della platea e del palcoscenico secondo le varie necessità, e al recupero degli affreschi e delle opere. L'inaugurazione del restaurato Teatro Savoia è avvenuta il 25 marzo 2002 alla presenza del Presidente della Repubblica Carlo Azeglio Ciampi, con il concerto inaugurale dell'Orchestra Sinfonica del Molise.
Dal 2007 è stata costituita la Fondazione Teatro Savoia, guidata prima dal noto drammaturgo Fabio Poggiali (a quel tempo anche insegnante all'Università del Molise), e dal 2011 dall'attore di origine molisana Edoardo Siravo, che si occupa della gestione delle attività. Essa è stata poi inglobata nella Fondazione Molise Cultura.

## Struttura
La struttura esterna del Teatro è costituita da linee semplici e regolari, che si rispecchiano nella regolarità schematica delle finestre. Gli elementi decorativi, in ferro battuto, che caratterizzano le inferriate delle balaustre, delle finestre, e le lampade sul coronamento centrale dell'edificio, si identificano chiaramente nel liberty, con i vari intrecci, le sinuose spirali e le geometrie armoniche che rimandano a decorazioni floreali. Il progetto fu realizzato nel 1923 dall'architetto Leonardo Paterna Baldizzi.
L'ingresso e il foyer sono decorati con affreschi di Arnaldo De Lisio del 1925, che rappresentano Campobasso, il Molise, e scene di vita quotidiana. Dal foyer si diramano due scale che conducono ai quattro ordini di palchetti, e si accede alla platea. Questa è a ferro di cavallo ed è sovrastata da una volta a schifo, affrescata con un grande dipinto intitolato "Il Trionfo dei Sanniti", sempre di Arnaldo De Lisio. Le balaustre dei palchetti sono decorate con stucchi dorati, e in corrispondenza delle colonne divisorie di questi sono posti dei putti.
Un golfo mistico separa la platea dal palcoscenico, e ha una capienza per quaranta orchestrali. Il palcoscenico è a forma trapezoidale, dotato di sipario ed è circondato dai camerini.